# NICE & EASY
『NICE & EASY』（ナイスン・イージー）は、日本のロックバンド・ZIGGYの3枚目のオリジナルアルバム。

## 概要
- バンド初の海外レコーディングを行ったアルバム。ベーシックトラックはLAで録り、残りを日本で録音するという変則的なレコーディング行った。アルバムタイトルはLAのヘアカラーの名前から取ったものである。
- 「SING MY SONG (I JUST WANT TO SING MY SONG)」アルバム用に再録されている。
- メンバー全員がインタビューにてこのアルバムを「失敗作」と語っており、あまり気に入っていない。

## 収録曲
| 全作詞: 森重樹一。 |                                                |           |          |      |
| #                  | タイトル                                       | 作詞      | 作曲     | 時間 |
| 1.                 | 「GYPSY BLOODED」                              | 森重樹一  | 戸城憲夫 | 3:30 |
| 2.                 | 「WHAT CAN I DO? (UNDER CONTROL)」             | 森重樹一  | 森重樹一 | 3:44 |
| 3.                 | 「ONE NIGHT STAND」                            | 森重樹一  | 森重樹一 | 4:01 |
| 4.                 | 「STARDUST BLUES」                             | 森重樹一  | 戸城憲夫 | 4:23 |
| 5.                 | 「NOT SO EASY」                                | 森重樹一  | 森重樹一 | 3:58 |
| 6.                 | 「SING MY SONG (I JUST WANT TO SING MY SONG)」 | 森重樹一  | 戸城憲夫 | 4:00 |
| 7.                 | 「SHOUT IT OUT LOUD」                          | 森重樹一  | 戸城憲夫 | 3:37 |
| 8.                 | 「SWEET SURRENDER」                            | 森重樹一  | 戸城憲夫 | 3:53 |
| 9.                 | 「DEEP INSIDE」                                | 森重樹一  | 森重樹一 | 3:55 |
| 10.                | 「TAKE THE CHAIN AWAY FROM MY HEART」          | 森重樹一  | 森重樹一 | 4:15 |
| 11.                | 「SWEET SOUND OF R&R」                         | 森重樹一  | 戸城憲夫 | 4:14 |
| 12.                | 「CLOSE YOUR EYES」                            | 森重樹一  | 森重樹一 | 5:35 |
| 合計時間:          | 合計時間:                                      | 合計時間: | 49:05    |      |

## 参加ミュージシャン
- 日向大介 - キーボード
- 太田惠資 - ヴァイオリン
- 三四朗 - アルトサックス